# Agatodemon

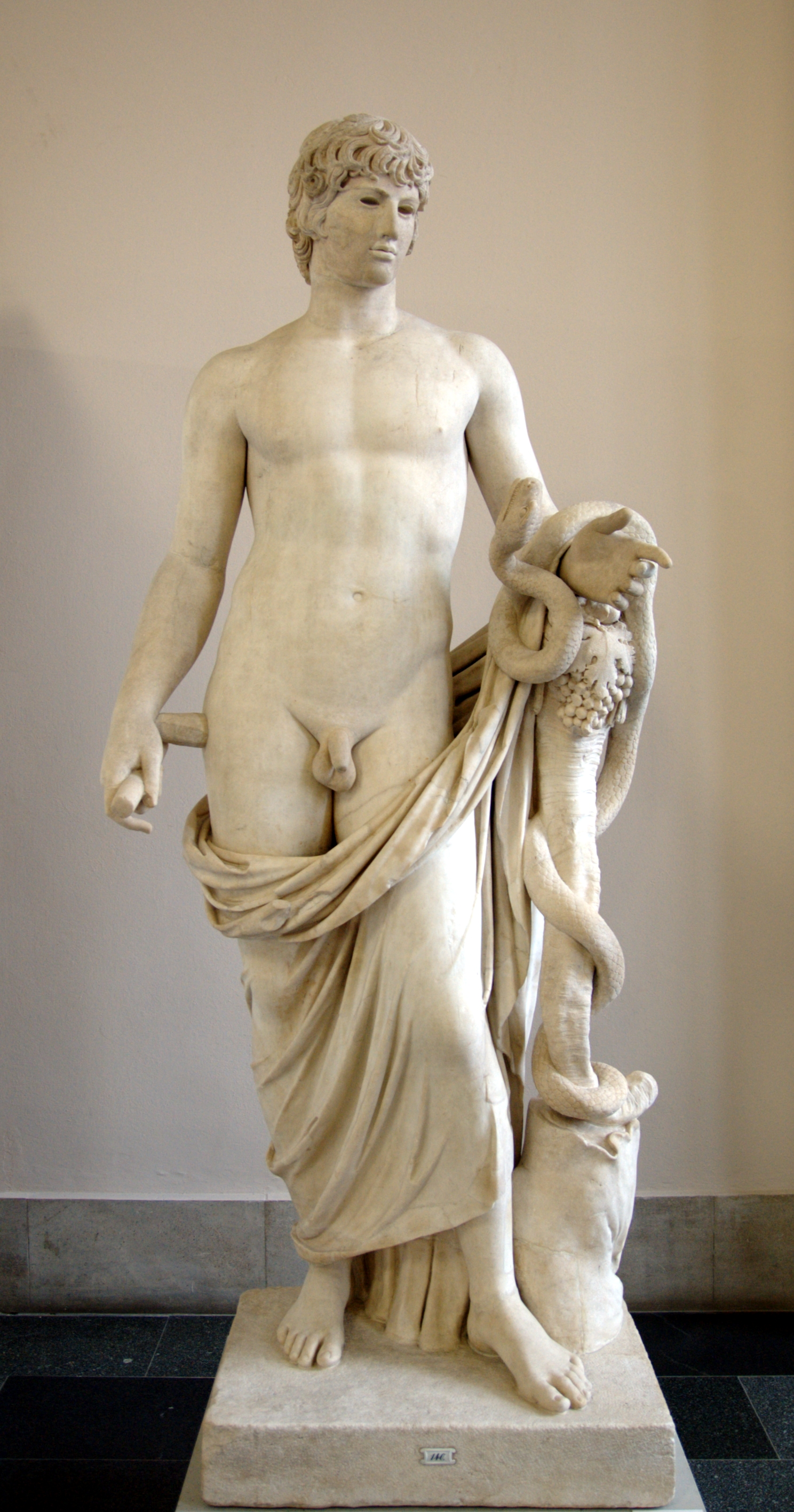
Estatua acéfala de Agatodemon, posteriormente restaurada añadiendo una cabeza de Antínoo.

Agatodemon o Agathos Daimon esto es, el «Buen Dios» o «Buen Genio» (en griego: ἀγαθὸς δαίμων, Agathodaimon, en latín: Agathodæmon), representa en la mitología griega a un demon benéfico, que acompaña durante toda la vida a las personas y se manifiesta cuando es necesario. Como espíritu acompañante personal, es similar a la del genio romano, lo que garantiza buena suerte, salud y sabiduría. En el cristianismo, se asimilaría a una especie de ángel de la guarda. 

## En mitología griega
En la mitología griega, también es el «buen o noble espíritu» de los campos de cereales y viñedos. Era costumbre de los antiguos griegos beber un vaso de vino puro (sin mezclar) en su honor al finalizar cada comida.
También lo consideraron como espíritu protector del estado y de los individuos. Sócrates, el célebre filósofo griego (468-400 a. C.), tenía un daimon semejante que siempre lo acompañaba, según la leyenda.

Como contrapartida de los agatodémones, existirían los cacodémones, daimones en su versión maléfica.
«Al que ha subido del santuario de Trofonio lo reciben de nuevo los sacerdotes y lo sientan en el trono llamado de Mnemósine, que está no lejos del santuario, y sentado allí le preguntan qué ha visto y ha aprendido; y una vez enterados, lo entregan ya a sus parientes. Ellos lo cogen y lo llevan al edificio donde antes vivía junto a la Buena Tique y al Buen Dios, pero preso del temor e inconsciente todavía tanto de sí mismo como de los que están cerca. Después, sin embargo, recobrará todas sus facultades y le volverá la risa».

### Iconografía
Lo representan en las obras de arte bajo la forma de serpiente, o de un hombre joven con una cornucopia, portando un tazón en una mano, más una amapola y espigas de trigo en la otra.

## En mitología egipcia
A Agatodemon se lo asoció con el dios Shu de la mitología egipcia.

Además, Manetón de Sebennitos comentó que un mítico dios Agatodemon reinó en el Antiguo Egipto durante 56 años y siete meses, después de Helios, según figura en el epítome del monje Jorge Sincelo.
«Desde los registros egipcios de Manetón, que escribió una obra en tres volúmenes sobre los dioses, semidioses, espíritus y reyes mortales que gobernaban a los egipcios, hasta la época del rey persa Darío. El primer ser entre los egipcios fue Hefesto, que descubrió el fuego para ellos. Le sucedió el Sol, a quien sucedió Agatodemon, seguido por Cronos, seguido por Osiris. Luego vino Tifón, hermano de Osiris, y después Horus, que era hijo de Osiris e Isis. Estos entes fueron los primeros gobernantes de los egipcios».